# Apropiación de menores durante la última dictadura cívico-militar (Argentina)
La apropiación de menores fue una «práctica sistemática y generalizada» que consistió en el secuestro, desaparición y ocultamiento de la identidad de hijos de detenidos-desaparecidos, muchas veces mediante partos clandestinos y adopciones ilegales, en el marco del terrorismo de Estado que aplicó la última dictadura cívico-militar argentina autodenominada Proceso de Reorganización Nacional (1976-1983).
La Asociación Abuelas de Plaza de Mayo estima en unos 510 los niños que desaparecieron en esas circunstancias y cuya identidad ha sido sustraída, y es la principal organización de derechos humanos en impulsar la búsqueda, recuperación y atención especial de los mismos. Hasta diciembre de 2024, se ha restituido la identidad de 138 personas secuestradas en su niñez.

## Secuestro y desaparición de bebés durante la dictadura
Uno de los aspectos más aberrantes de la última dictadura argentina (1976-1983), fue el secuestro y desaparición de bebés de las personas detenidas-desaparecidas.
En la mayoría de los casos se trata de mujeres detenidas-desaparecidas que se encontraban embarazadas y fueron mantenidas con vida en los centros clandestinos de detención hasta el parto, con el fin de apropiarse de los bebés. Existen constancias de que en varias oportunidades estas mujeres fueron torturadas a pesar de estar embarazadas.
El siguiente es parte del testimonio que Adriana Calvo de Laborde prestó en el Juicio a las Juntas el 29 de abril de 1985:

Como experiencias terribles en este lugar tengo que contar el parto de Inés Ortega; Inés tenía en ese momento 16 o 17 años; era por supuesto su primer hijo, estaba muy asustada, unos días antes de su parto comenzó con contracciones y nosotras comenzamos a 11 al cabo de guardia, así se hacían llamar; después de horas conseguimos que nos atendieran y les explicamos que estaba con contracciones, y dijeron que iban a traer a un médico; varias horas después llegó una persona de barba, delgado, morocho, lo pude ver porque después tuve oportunidad de conocerlo en circunstancias muy particulares... y por otra parte sé que se trata del doctor Bergés, que está con prisión preventiva ordenada por el juez PIAGGIO, porque lo reconocí con posterioridad; ese doctor nos sacó de la celda a Inés y a mí, ya que estaba yo embarazada, aunque yo no tenía contracciones; nos llevaron prácticamente a la rastra, escaleras arriba, en una escalera de cemento, donde nos golpeábamos en todos los escalones; nos tiró en el piso y en menos de tres minutos nos hizo un tacto a cada una; era sin duda un médico obstetra; dijo que estábamos perfectamente bien y nos volvieron a tirar en la celda; unos días después, comenzó el trabajo de parto de Inés ORTEGA; yo, que era la mayor, que ya había tenidos dos hijos, me encargué de estar con ella mientras las demás pedían a los gritos ayuda; estuvimos todas gritando al cabo de guardia para que viniera; Inés tenía contracciones cada vez más seguidas, yo trataba de decirle que la respiración abdominal, que el jadeo; estaba tirada en el piso, desesperada; por fin, muchas horas después, comenzó su trabajo de parto por la mañana y vinieron a buscarla muy tarde a la noche, se la llevaron al cuarto de al lado, el mismo que usaban para torturar, la subieron a la mesa y vendada, oíamos sus gritos, oíamos las risas de los guardias, oíamos los gritos del médico y por fin oímos el llanto del bebé; había nacido un varón en perfectas condiciones aunque no lo crean; lo oímos durante un día que lo tuvieron en una celda chiquita, que había al lado de la nuestra; ella nos contó después que la dejaron con su bebé; después le dijeron que el coronel lo quería ver y que se lo iban a entregar a los abuelos; Inés no volvió con nosotras, nunca más aparecieron ni Inés ni su bebé, ella le puso Leonardo y nació el 12 de marzo de 1977, y estaba en perfectas condiciones.

La dictadura confeccionó un reglamento secreto para establecer el procedimiento en estos casos y organizó maternidades clandestinas dentro de los centros clandestinos de detención o en sus cercanías, con médicos y enfermeras bajo mando militar. Típicamente, una vez producido el parto, se asesinaba a la madre y se confeccionaban documentos falsos para el bebé, suprimiendo su identidad.
Los bebés eran entonces entregados a parejas que, en la mayoría de los casos, eran cómplices o encubridoras del asesinato de los padres biológicos y de la supresión de la identidad de los niños. En algunas oportunidades, los niños fueron inscriptos como propios, ladrones por los apropiadores y, en otros, fueron registrados mediante adopciones ilegales.
Se estima que unos 510 niños fueron secuestrados-desaparecidos. Esos niños crecieron sin saber quiénes eran ellos, quiénes eran sus padres y madres, ni en qué circunstancias nacieron.
Al terminar la dictadura, los secuestros de bebés y mujeres seguían estando presente, después de la dictadura se conocieron más de 100.

## Juicios
Una vez establecida la democracia en la Argentina, el 10 de diciembre de 1983, el presidente Raúl Alfonsín ordenó el enjuiciamiento de las primeras tres juntas militares que estuvieron al mando durante la dictadura. El proceso, conocido como el Juicio a las Juntas, se llevó a cabo 16 meses después, el 22 de abril de 1985, y terminó con la condena de los tres miembros de la primera junta (Videla, Massera y Agosti) y dos de los miembros de la segunda junta (Viola y Lambruschini). En el juicio se abordaron más de 600 víctimas de la dictadura, entre las cuales se había incorporado la apropiación de siete niños hijos de desaparecidos. En la sentencia, la Cámara Federal la absolvió por seis casos, y nada se dijo del séptimo. El criterio sobre el cual se sustentó esa absolución fue escuetamente indicado por los camaristas en los fundamentos, afirmaron que los comandantes de las fuerzas armadas otorgaron ”a los cuadros inferiores de las fuerzas armadas una gran discrecionalidad" y además afirmaron que la sustracción de menores se ha demostrado solo en forma ocasional, haciendo mención únicamente a los menores Felipe Martín y María Eugenia Caracoche de Gatica, los dos únicos menores que habían recuperado su identidad.
En 1985, el presidente Alfonsín, a pedido de las Abuelas de Plaza de Mayo, asignó dos fiscales para que se dedicaran especialmente a los casos de secuestro-desaparición de niños: Mariano Ciafardini y Aníbal Ibarra. Poco después, en un contexto de sublevaciones militares «carapintadas», el Congreso sancionó las leyes de Punto Final y Obediencia Debida, que cerraron la posibilidad de enjuiciar a los demás responsables de las violaciones de derechos humanos. El ciclo de impunidad se cerró en 1989 y 1990 con los indultos concedidos por el presidente Carlos Menem. Como el secuestro y ocultamiento de identidad encuadra en la calificación de delito continuado porque persiste en el tiempo, los casos de niños secuestrados-desaparecidos no fueron alcanzados por la Ley de Punto Final, y debido a que el fallo del Juicio a las Juntas afirmaba que estos delitos solo habían ocurrido ocasionalmente y que no era producto de órdenes por lo que no podría invocarse la «obediencia debida» de los oficiales; se pudo seguir con las investigaciones y los juzgamientos en la justicia.
La condena del subcomisiario Samuel Cobani Miara a 12 años de prisión por la apropiación ilegal de los mellizos Gonzalo y Matías Reggiardo Tolosa, hijos de Juan Reggiardo y María Rosa Tolosa, desaparecidos en 1977, es uno de los casos paradigmáticos del robo de bebés.
En 1997, Abuelas de Plaza de Mayo inició una causa penal sosteniendo que el robo de bebés era parte de un plan sistemático impulsado desde el más alto nivel del Estado durante la dictadura. Se trató de uno de los juicios más importantes referidos a las violaciones de derechos humanos en la Argentina durante la dictadura. En ella se investigó la apropiación de 194 niños.
En el año 2003, Patricia Walsh, entonces diputada nacional por la ciudad de Buenos Aires, envió un proyecto para anular las leyes de Obediencia Debida y Punto Final que fue aprobado como Ley 25.779 en agosto de ese año.
En junio de 2004, un fallo de la jueza cordobesa Cristina Garzón de Lascano declaró ambas normas insanablemente nulas, dando así lugar al encausamiento de los acusados de delitos aún no prescriptos, lo que comprende todos los crímenes de lesa humanidad.
En la sentencia de 2005 figura que:

Los hechos que configuran en el caso el delito de sustracción y de supresión de identidad del menor nacido durante el cautiverio de su madre en la Escuela de Mecánica de la Armada y su posterior entrega a una familia allegada a miembros de las Fuerzas Armadas, deben ser interpretados como verificados en el marco de un régimen clandestino de detención utilizado por la dictadura, que configuró un plan de aniquilación sistemático en el cual, además de la afectación física de aquellos que recibían el rótulo de subversivos, fue también necesario amputar los ideales que dichos ciudadanos sostenían, erradicando también a aquellos que en un futuro pudieran abrigar los mismos pensamientos.

El 28 de febrero de 2011 se inició un juicio oral en los tribunales de Retiro por el robo sistemático de bebés.
El Tribunal Oral Federal 6, integrado por María del Carmen Roqueta, Julio Panelo y Domingo Altieri, en la causa conocida como «Plan sistemático», en referencia a la práctica del robo de bebés de detenidas-desaparecidas, declararon que los elementos probatorios colectados en el marco de la instrucción permitieron tener por probada la existencia de un plan criminal.
El veredicto salió el 5 de julio de 2012.
El Tribunal Oral Federal número 6, con los jueces María del Carmen Roqueta, Julio Panelo y Domingo Altieri, declaró culpables a los imputados. Condenó
a 50 años a Jorge Rafael Videla,
a 40 años a Oscar Franco,
a 40 años a Antonio Vañek,
a 35 años a Reynaldo Benito Bignone,
a 30 años a Jorge Eduardo Acosta,
a 20 años a Santiago Omar Riveros,
a 15 años a Eduardo Ruffo,
a 15 años a Jorge Luis Magnacco y a 14 años a Antonio Azic. El Tribunal dio por probado un plan organizado y sistemático de apropiación de bebés de las detenidas embarazadas.

## Búsqueda y recuperación

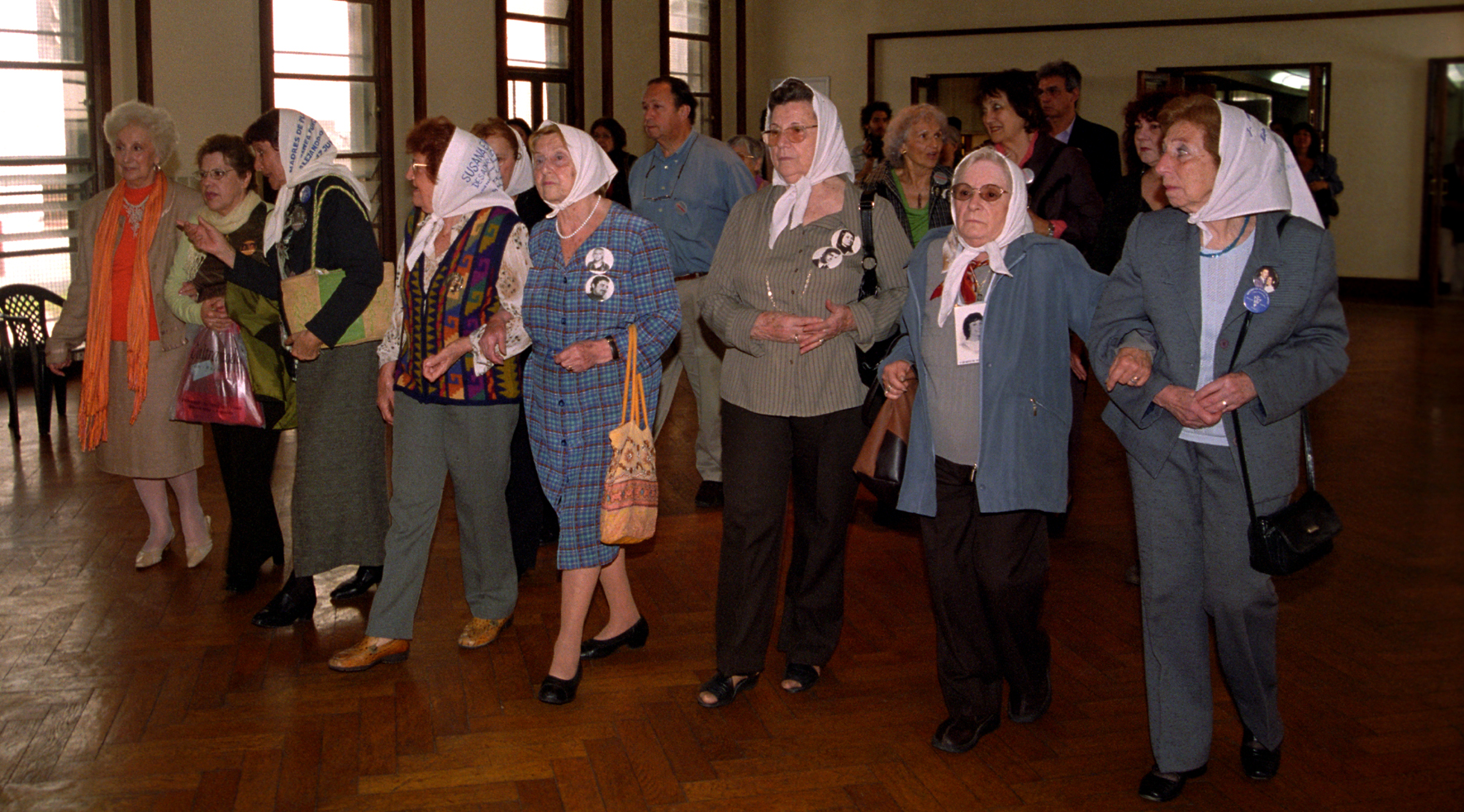
Madres y Abuelas de Plaza de Mayo entrando a la ESMA en su acto de traspaso.

La búsqueda y recuperación de los niños secuestrados-desaparecidos fue una de las tareas más importantes de las organizaciones de derechos humanos y de la democracia, una vez establecida en 1983.
Con ese fin, desde los primeros años del gobierno militar se organizó la Asociación Abuelas de Plaza de Mayo con el fin específico de buscar a los niños secuestrados-desaparecidos y apoyarlos una vez restituidos. En 1980, en plena dictadura, las Abuelas de Plaza de Mayo encontraron a las primeras dos nietas, Tatiana y Mara Laura Ruarte.
Desde entonces y hasta la actualidad han sido restituido 138 nietos.
Rosa Tarlovsky de Roisinblit, vicepresidenta de Abuelas de Plaza de Mayo cuenta su propio caso:

A los diez días del secuestro de mi hija me llama ella y me dice que la trataban muy bien y que se había dado cuenta de que estaba equivocada. Pasado el tiempo entendí que a lo mejor la estaban apuntando con un revólver en la nuca. Yo pienso que todavía estaba en alguna comisaría, porque tomó el teléfono una voz masculina que me dijo que los cargos contra ella no eran muy graves, que iba a salir pronto, que preparara la ropita del bebé porque cuando naciera me lo iban a entregar. ¿Y cuánto es pronto?, le pregunté... Seis meses, un año, dijo, pero prepare la ropita del bebé. La tortura psicológica que fue para mí, estar día y noche al lado del teléfono, alerta a que me dejaran el bebe en la puerta... Pasó la fecha de parto y no trajeron al bebé, pasaron seis meses y perdí las esperanzas. Pero seguí luchando y volví a ir a cuanto lugar me dijeron que podía ser. Vi a un grupo de rabinos ―porque yo soy judía― que visitaban cárceles. Vi a Marshall Meyer, otro rabino, muy bueno, que no te voy a decir que salió corriendo a buscar a mi hija, pero me dio recomendaciones. Y bueno, fui a la Asamblea Permanente por los Derechos Humanos. ¡Había tanta gente! Ahí me dijeron que había un grupo de abuelas, cuatro o cinco, que estaban preparando una presentación en la OEA. ¿Qué era eso? Yo ni sabía de los organismos internacionales pero ya me quedé con las otras abuelas, fui aprendiendo, en el camino, ahora creo que no queda país de América o de Europa que no conozca, al que no haya ido para presentar el caso de los nietos, los desaparecidos vivos. Porque son hechos desaparecer desaparecidos vivos. Aunque eso también lo fuimos aprendiendo. En el 81, dos abuelas que llegaron de Ginebra ―de presentar nuestro caso en la ONU― me trajeron la noticia: había personas liberadas de la ESMA que tenían algo para decirme de mi hija. Viajé de inmediato, me dijeron que mi hija había sido llevada a la ESMA desde otro campo para que tuviera a su bebé. No sabía de donde venía, siempre tuvo los ojos vendados y no oía nada. Y que el día 15 de noviembre de 1978 tuvo su parto con un médico de apellido Magnacco ―con el que después me he careado más de una vez― en una salita de la ESMA que llamaban «la pequeña Sardá». Tuvo un varón y lo llamó Rodolfo. Seis días después la vieron salir con su hijo en brazos. Y otra vez se cortaba la pista. Ahora sabía que mi nieto estaba vivo. ¿Y? ¿Qué hacía con eso si no tenía nada más? Seguir trabajando. Paciencia tenemos todas las Abuelas y algunas no tienen nada, ni el sexo, ni la fecha, nada, nada y sin embargo están trabajando con la misma ilusión de encontrar, no ya a los hijos, pero sí a todos los nietos. Y bueno, dentro de la institución me reconocieron ciertas cualidades y empecé a viajar mucho por el exterior para presentar nuestro caso al mundo, para reclamar por los 30 mil y específicamente por nuestros nietos; ya hay 72 nietos localizados, porque ya no podemos hablar de niños. Encontramos chicos de 8 años, de 9, adolescentes y ahora hombres y mujeres de más de 22 que ya eligen su camino. Y entre todos ellos, encontramos al mío.

Desde comienzos de los años ochenta, las Abuelas de Plaza de Mayo impulsaron el desarrollo de técnicas para determinar la identidad y reconstruir los parentescos. Lo llamaron «índice de abuelidad» y fue desarrollado inicialmente por el Blood Center de Estados Unidos.
El gobierno de Alfonsín dispuso la creación del Banco Nacional de Datos Genéticos (BNDG) en el que se han depositado muestras de sangre de las familias de desaparecidos que serán guardadas hasta el año 2050 con el fin de compararlas con cualquier persona con el que se suponga puedan existir lazos de parentesco.
Durante el gobierno de Carlos Menem se dispuso la creación de la Comisión Nacional por el Derecho a la Identidad (CONADI) para que los jóvenes con dudas sobre su identidad puedan verificar su filiación sin necesidad de la intervención de un juez. La CONADI también trabaja en casos de adopción o tráfico de menores.
También colaboran activamente en la búsqueda la Asociación HIJOS (Hijos por la Identidad y la Justicia contra el Olvido y el Silencio), integrada por hijos de desaparecidos, en algunos casos, siendo ellos mismos nietos restituidos.
El hallazgo de los nietos y la recuperación de su identidad ha generado cuestiones adicionales, muchas de ellas de tipo psicológico. Las Abuelas de Plaza de Mayo han organizado grupos de ayuda y de especialistas para ello.

## Nietos restituidos

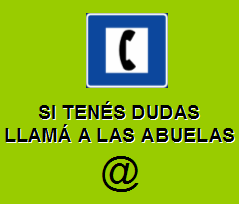
Póster de las Abuelas de Plaza de Mayo, rediseñado.

Hasta mayo de 2024 han sido resueltos 137 casos de nietos a quienes se les había suprimido la identidad durante la dictadura militar, sobre un total estimado de 500 niños.
La complejidad psicológica de las situaciones que deben vivir los nietos encontrados ha llevado a que la respuesta de cada uno sea única y no comparable. Los jóvenes deben enfrentar mecanismos familiares, institucionales y culturales de mentira sistemática sobre su propia identidad que son muy difíciles de comprender en toda la magnitud de sus significaciones, por la mayoría de las personas. La manera de lidiar con semejante confrontación con la realidad y la verdad tiene características de supervivencia básica para los jóvenes.
Por la gravedad del tema, muchos de los casos de nietos restituidos o encontrados han tomado estado público. Entre los más conocidos pueden mencionarse a Tatiana Ruarte Britos
(la primera nieta recuperada), Victoria Donda (elegida diputada nacional en 2007), Juan Cabandié (elegido diputado nacional en 2017). También se ha conocido el caso de los mellizos Reggiardo Tolosa (hijos de la pareja de desaparecidos Reggiardo-Tolosa y apropiados por el Comisario Miara), quienes tuvieron un difícil periodo de aceptación de su historia e identidad. También a vale nombrar al Nieto de Rosa Tarlovsky de Roisinblit, Guillermo Rodolfo Fernando Pérez Roisinblit y a Ignacio Guido Montoya Carlotto, nieto de la presidenta y fundadora de la Asociación Abuelas de Plaza de Mayo, Estela de Carlotto.
Uno de los documentos históricos más importantes y conmovedores de este trágico hecho es el mensaje que leyó Juan Cabandié (uno de los bebés robados durante la dictadura) en la ESMA, el lugar en el que nació en cautiverio, cuando el ex centro clandestino de detención fue restituido el 24 de marzo de 2004. El histórico mensaje de Cabandié comienza del siguiente modo:

En este lugar le robaron la vida a mi mamá, ella aún está desaparecida. En este lugar idearon un plan macabro de robo de bebés. Acá hubo personas que se creyeron impunes jugando conmigo y sacándome la identidad durante 25 años.

Entre otros nietos restituidos se encuentran por ejemplo Horacio Pietragalla Corti y Alejandro Pedro Sandoval Fontana.

## Impacto en la cultura

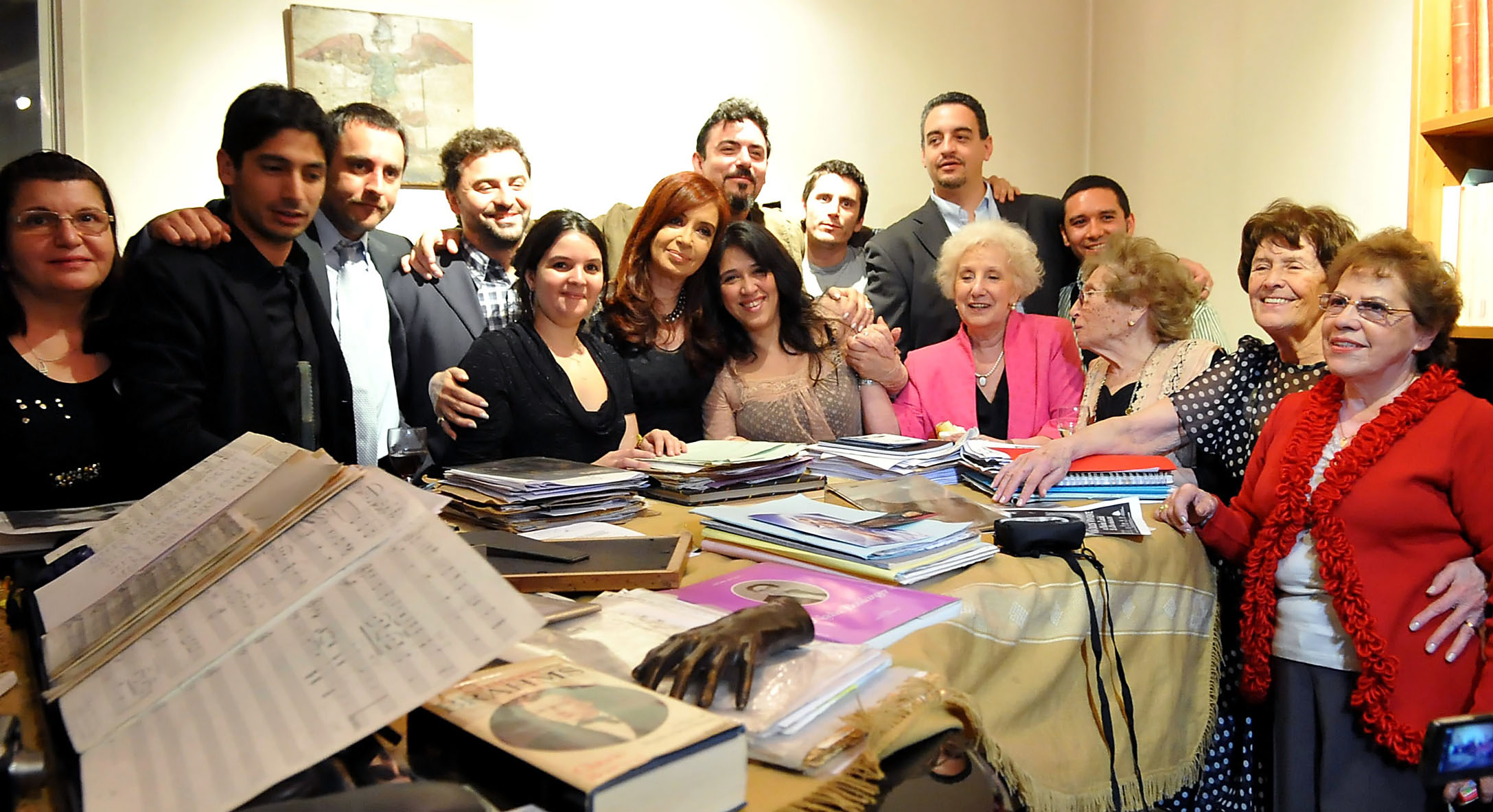
La presidenta Cristina Fernández de Kirchner con Estela de Carlotto y varios de los 115 nietos restituidos.

El impacto del robo de bebés y de los niños secuestrados-desaparecidos en la cultura popular argentina ha sido enorme.
Las Abuelas de Plaza de Mayo han desarrollado amplias campañas de búsqueda y de difusión de la problemática por los medios de comunicación. Como parte de una de esas campañas la banda de rock Bersuit Vergarabat compuso el tema «Victoria Clara» sobre dos hermanas, Victoria y Clara que han sido separadas.
El cine ha reflejado el tema en repetidas ocasiones. La más conocida de ellas es la película La historia oficial, ganadora del Óscar a la mejor película de habla no inglesa en 1986, que trata el caso de una madre adoptiva, papel que interpreta la actriz Norma Aleandro, que va tomando progresivamente que su esposo ha sido un represor y que la niña adoptada es en realidad hija de desaparecidos.
En el 2000 surge Teatro por la identidad, un movimiento de actores, dramaturgos, directores, coreógrafos, técnicos y productores que se inscribe dentro del marco del teatro político, y es uno de los brazos artísticos de las Abuelas de Plaza de Mayo. Con cada obra se busca no olvidar y encontrar la verdad. El 5 de junio de 2000 se estrenó "A propósito de la duda" esta fue la primera obra de Teatro por la Identidad.
En 2006, la televisión abierta puso en el aire una telenovela llamada Montecristo, que ha sido un gran éxito popular, que cuenta la historia de un hombre (Santiago) que vuelve a la Argentina a reclamar justicia por la muerte de su padre, investigador de los crímenes de la dictadura. Su regreso desencadena la revelación de una enorme trama de mentiras y ocultamientos, entre los que ocupa un papel central el de los hijos de desaparecidos adoptados como propios por los represores.
El 22 de octubre de 2007, se estrenó en televisión abierta (el canal Telefé) un ciclo de tres unitarios de una hora de duración denominado Televisión por la identidad en homenaje a las Abuelas de Plaza de Mayo ―quienes cumplían 30 años desde su formación―. En ellos se recrearon las historias de los hijos de desaparecidos durante la dictadura militar. El primer capítulo («Tatiana») mostró la historia de Tatiana Ruarte Britos (Tatiana Sfiligoy) y su hermana menor, Laura, quienes fueron las primeras hijas de desaparecidos encontrados por Abuelas de Plaza de Mayo. En el segundo capítulo («Juan») relató la historia de Juan Cabandié (quién también inspiró la canción «Yo soy Juan» de León Gieco), en tanto que el tercero («Nietos de la esperanza»), es un caso de ficción construido sobre la base de múltiples testimonios y vivencias de los propios nietos y abuelas.
En 2018, la autora canadiense Margaret Atwood aseguró por Twitter haberse basado en la apropiación de menores durante la última dictadura militar argentina para escribir su libro El cuento de la criada, cuya historia fue adaptada a la televisión en formato de serie por Hulu.